# Discografie van Nick Oliveri
Dit is een overzicht van de albums en singles van Nick Oliveri.

## Kyuss

### Studioalbums
- Wretch (1991)
- Blues for the Red Sun (1992)
- Muchas Gracias: The Best of Kyuss (2000)

### Singles
- Thong Song (1992)
- Green Machine (1993)

## Queens of the Stone Age

### Studioalbums
- Rated R (2000) (re-released 2010)
- Songs for the Deaf (2002)
- Stone Age Complications (2004)

### Singles
- The Lost Art of Keeping a Secret / Ode to Clarissa" – 7" (2000)
- Feel Good Hit of the Summer – (2000)
- Monsters in the Parasol – (2000)
- No One Knows / Tension Head" (live) – 7" (2002)
- Go with the Flow" – (2002)
- First It Giveth / Wake Up Screaming – 7" (2003)

### Dvd's
- Over the Years and through the Woods (2005)

## Mondo Generator

### Studioalbums
- Cocaine Rodeo (2000)
- A Drug Problem That Never Existed (2003)
- Dead Planet (2007)
- Hell Comes to Your Heart (2012)

### Ep's
- III the EP (2004)
- Australian Tour EP 2008 (2008)
- Dog Food (2010)
- Hell Comes to Your Heart (2011)

### Singles
- Split (7"-single zonder Jack Saints) (1997)
- I Never Sleep (7"-single) (2006)

### Dvd's
- Use Once and Destroy Me

## Dwarves
- Gentlemen Prefer Blondes (1994, Man's Ruin)
- The Dwarves Are Young and Good Looking (1997, Recess Records, later Epitaph)
- Everybodies Girl (1997, Recess Records)
- We Must Have Blood (1997, Man's Ruin)
- I Will Deny (1998, Reptilian Records)
- The Dwarves Come Clean (2000, Epitaph)
- How to Win Friends and Influence People (2001, Reptilian Records)
- The Dwarves Must Di] (2004, Sympathy for the Record Industry)
- Salt Lake City (2004, Sympathy for the Record Industry)
- The Dwarves Are Born Again (2011, MVD Audio)

## Nick Oliveri

### Studioalbums
- Demolition Day (2004)
- Death Acoustic  (2009)
- Nick Oliveri Vs The Chuck Norris Experiment (2012)

## Overig
- Blag Dahlia Band – Lord Of The Road (1994, Sympathy For The Record Industry)
- Blag Dahlia – Haunt Me (1995, Man's Ruin)
- Blag Dahlia – Venus With Arms (1996, Atavistic)
- Desert Sessions – Volumes 3 & 4 (1998, Man's Ruin)
- Desert Sessions – Volumes 5 & 6 (1999, Man's Ruin)
- River City Rapists – Feelin' Groovy (1999, Man's Ruin)
- Alpha Motherfuckers: A Tribute to Turbonegro (2001, Bitzcore) – "Back to Dungaree High"
- Masters of Reality – Deep in the Hole (2001, Brownhouse)
- The Dangerous Lives of Altar Boys OST (2002, Milan Records)
- Rollins Band – Rise Above: 24 Black Flag Songs to Benefit the West Memphis Three (2002, Sanctuary Records)
- Masters Of Reality – Flak 'n' Flight (2003, Brownhouse)
- Mark Lanegan Band – Here Comes That Weird Chill (2003, Beggars Banquet Records)
- Mark Lanegan Band – Bubblegum (2004, Beggar's Banquet)
- Eagles of Death Metal – Peace, Love, Death Metal (2004, AntAcidAudio)
- Melissa Auf der Maur – Auf Der Maur (2004 Capitol Records|Capitol)
- Turbonegro – Party Animals (2005, Bitzcore)
- Winnebago Deal – Flight Of The Raven (2006, Fierce Panda Record)
- Winnebago Deal – "Spider Bite" (2006, Fierce Panda)
- Don't Open Your Eyes – "Don't Open Your Eyes" (2009, Flying With The Unicorn)
- Slash – Slash (2010, Sony Music)
- Drink, Fight, Fuck Vol. 4: 22 GG Allin Songs - "Outlaw Scumfuc" (2010, Zodiac Killer Records)
- HeWhoCannotBeNamed – Sunday School Massacre (2010, No Balls Records
- Rescue Rangers - Manitoba (2012, Trendkill Recordings)